# Graeme Turner
Graeme Turner (1947) é um professor emérito e teórico australiano, autoridade internacional em estudos culturais e de mídia.

## Carreira
Pesquisador de ampla gama de mídia (literatura, cinema, televisão, rádio, jornalismo, novas mídias e comunicação cultural), possui mais de vinte livros publicados com edições na Austrália e outros países, Turner foi professor da Universidade de Queensland.
Foi fundador e diretor do Centro de Estudos Críticos e Culturais de 2000 a 2012 e entre 2004 e 2007 presidiu a Academia Australiana de Humanidades, e entre outras entidades foi coordenador (entre 2006 a 2010) do ARC (Rede de Pesquisas Culturais)  e foi o segundo especialista em humanidades a integrar o Conselho de Ciência, Engenharia e Inovação do Primeiro Ministro da Austrália.